# Твердомедово
Твердомедово (укр. Твердомедове) — село в Великоалександровской поселковой общине Бериславского района Херсонской области Украины.
Почтовый индекс — 74103. Телефонный код — 5532. Код КОАТУУ — 6520955102.

## Население
Население по переписи 2001 года составляло 397 человек.

### Языковой состав
Родной язык населения по данным переписи 2001 года:
| Язык        | Численность, чел. | Доля     |
| ----------- | ----------------- | -------- |
| Украинский  | 366               | 92,19 %  |
| Русский     | 22                | 5,54 %   |
| Белорусский | 4                 | 1,01 %   |
| Другое      | 5                 | 1,26 %   |
| Итого       | 397               | 100,00 % |

## Местный совет
74100, Херсонская обл., Великоалександровский р-н, пгт Великая Александровка, ул. Ленина, 161